# باول براندت
باول براندت هو مغني كندي، ولد في 21 يوليو 1972 في كالغاري في كندا.
حياته المهنية
حققت اغنيته الاولي المنفرده نجاحاً باهرا علي مستوي كندا في عام 1996.

## وصلات خارجية
- الموقع الرسمي
- باول براندت على موقع IMDb (الإنجليزية)
- باول براندت على موقع ميوزك برينز (الإنجليزية)
- باول براندت على موقع ديسكوغز (الإنجليزية)